# Jászkisér
Jászkisér [jáskišér] je město v Maďarsku v župě Jász-Nagykun-Szolnok, spadající pod okres Jászapáti, blízko hranice se župou Heves. Název se skládá z názvu oblasti, ve které se město nachází (Jász), a maďarských slov kis (znamená malý) a ér (znamená typ potoka). Nachází se asi 33 km severně od župního města Szolnoku. V roce 2017 zde žilo 5 285 obyvatel. Dle údajů z roku 2011 zde bylo 86 % obyvatel maďarské a 13 % romské národnosti.
Blízko Jászkiséru protéká řeka Tisza. Nejbližšími městy jsou Besenyszög, Jászapáti a Újszász. Blízko jsou též obce Jászladány, Pély a Tiszasüly.